# Itzpapalotl Tessera
L'Itzpapalotl Tessera è una struttura geologica della superficie di Venere.